# Joachim Angermeyer
Joachim-Hans Angermeyer (* 18. Dezember 1923 in Hamburg; † 8. Mai 1997 in Bad Rothenfelde) war ein deutscher Unternehmer und Politiker (FDP).

## Leben
Angermeyer wurde als Sohn eines Kaufmanns geboren. Nach dem Besuch des Gymnasiums absolvierte er eine kaufmännische Ausbildung und arbeitete von 1949 bis 1962 als Angestellter. 1975 wurde er stellvertretender Beiratsvorsitzender der Spielbanken in Bad Bentheim und Bad Zwischenahn. Anschließend war er bis 1980 Geschäftsführer eines Unternehmens in Osnabrück.
Am 19. August 1941 beantragte er die Aufnahme in die NSDAP und wurde zum 1. September desselben Jahres aufgenommen (Mitgliedsnummer 8.559.827). Nach dem Zweiten Weltkrieg wurde er Mitglied der FDP.
Angermeyer gehörte dem Deutschen Bundestag von 1976 bis 1980 eine Wahlperiode lang an. Er wurde über die Landesliste der FDP in Niedersachsen gewählt.